# Charlottenthal (Stadlern)
Charlottenthal ist ein Gemeindeteil von Stadlern im Oberpfälzer Landkreis Schwandorf in Bayern.

## Geographische Lage
Die ca. 20 Gebäude der Ortschaft Charlottenthal liegen weit verstreut auf dem sonnigen Südhang des bis zur Höhe von 722 m aufsteigenden Schönauer Waldes südlich von Stadlern. Im Tal verläuft die Straße SAD52. Die nur wenige hundert Meter entfernte tschechische Grenze wird von der Bayerischen Schwarzach gebildet, die ca. 5 km weiter nördlich als Goldbrunnen aus dem Reichenstein-Massiv am Südosthang des 896 m hohen Weingartnerfelsens entspringt. Stadlern liegt rund fünf Straßen-Kilometer entfernt.

## Geschichte
In Charlottenthal wurde 1815 die Charlottenthaler Glashütte gegründet. Ihr Besitzer war Lenk, der den Adelsnamen von Ditersberg führte. Sie stellte Glasperlen, sogenannte Paterln für den Export nach Übersee her. Ab 1850 wurde Spiegelglas geschliffen. Einheimische bezeichnen Charlottenthal noch heute mit dem Namen „Gloshüttn“. Bis 1826 gehörte Charlottenthal zu Weiding, dann kam es zu Stadlern.

## Kultur und Sehenswürdigkeiten
In Charlottenthal gibt es eine Kapelle (errichtet 1845), in der im Sommer einmal im Monat ein Gottesdienst stattfindet. Außerdem gibt es einen Reiterhof und zwei Gasthäuser, deren eines sehr romantisch im alten Zollhaus oben am Hang liegt mit schöner Aussicht über die Wiesen zur tschechischen Grenze. Im anderen Gasthaus treffen sich am Wochenende häufig Liebhaber der traditionellen Volksmusik zum gemeinsamen Musizieren.

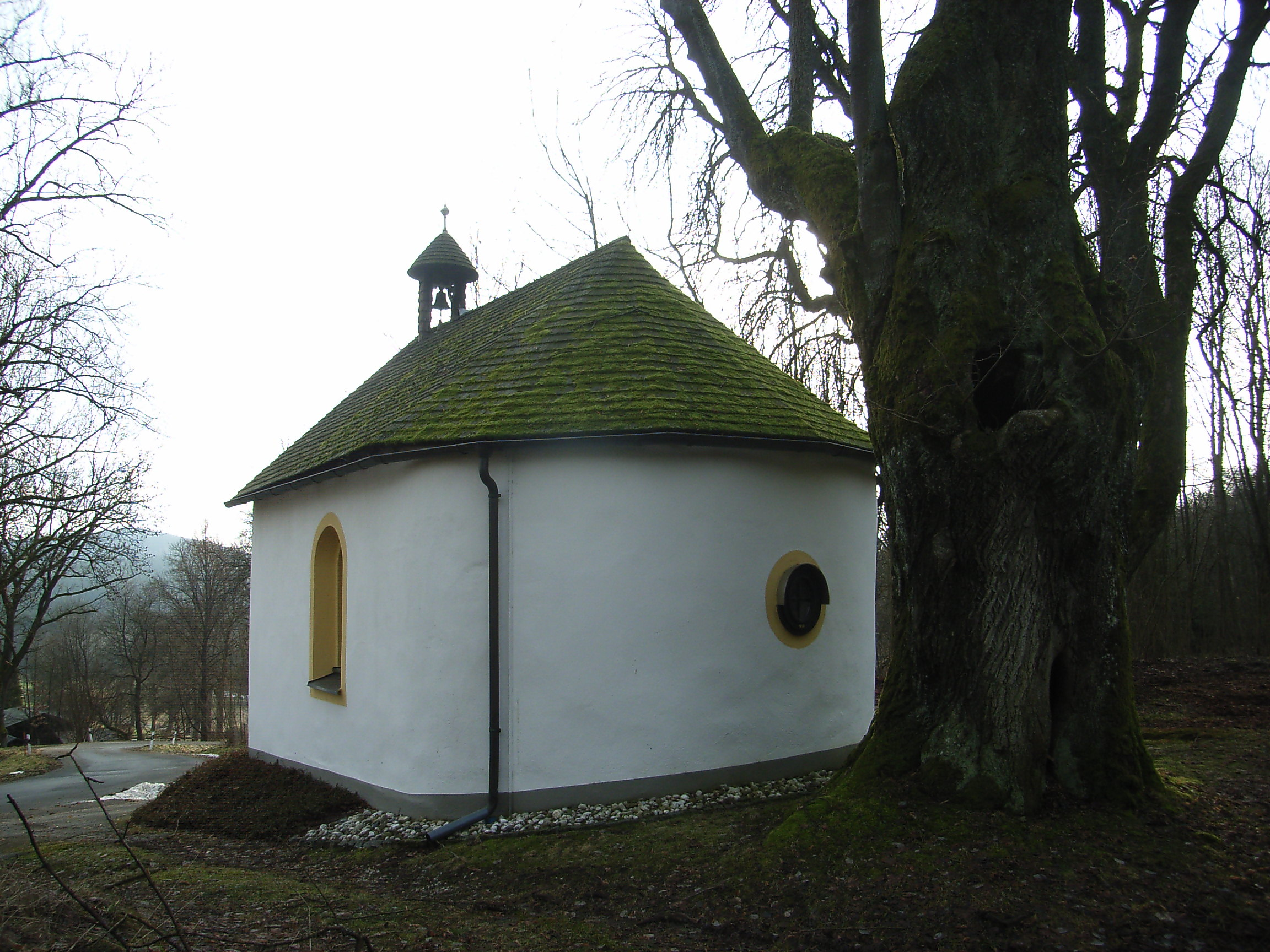
Charlottenthal Kapelle (2013)
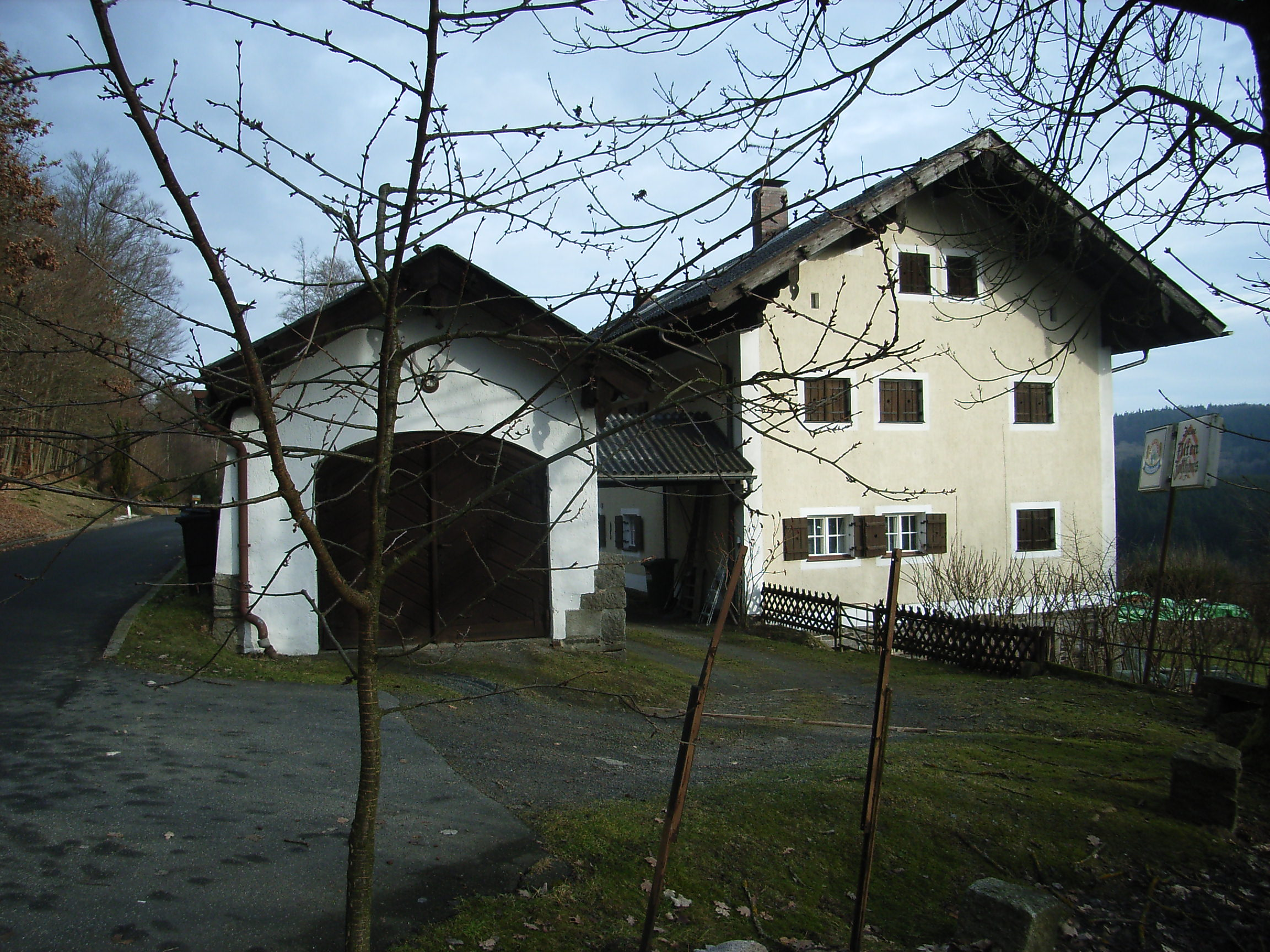
Charlottenthal Altes Zollhaus (2013)
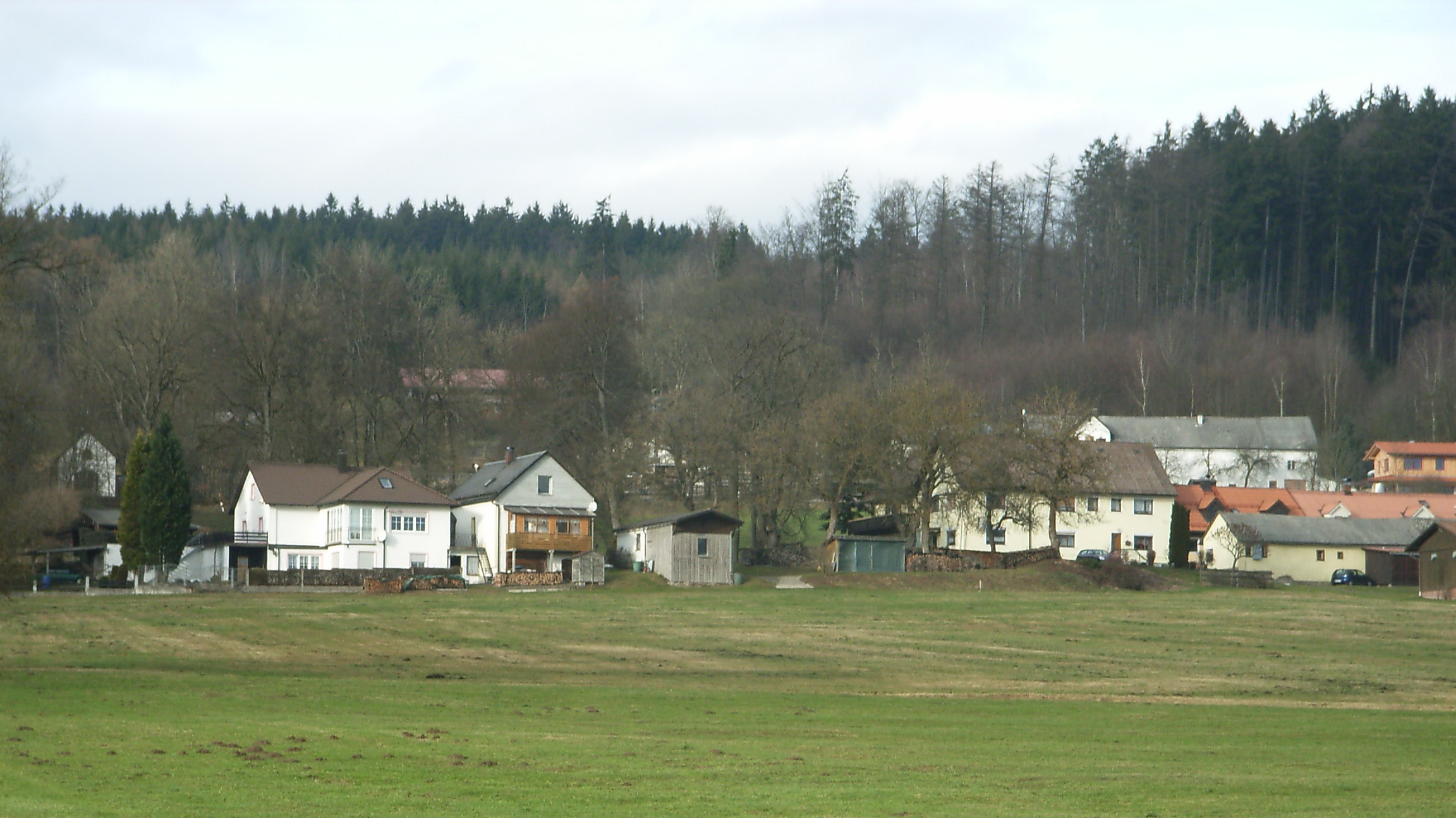
Charlottenthal (2013)